# Supranationalisme
Supranationalisme is een wijze van samenwerking en besluitvorming in bestuurlijke gemeenschappen bestaande uit verschillende staten. In supranationale organisaties worden bepaalde bevoegdheden van de nationale staten door deze staten vrijwillig overgedragen aan een autoriteit die staatsrechtelijk beschouwd 'boven' de nationale staten staat. Op onderdelen wordt bijvoorbeeld de wetgevende bevoegdheid van de nationale parlementen overgedragen aan het samenwerkingsverband. Afhankelijk van de overeengekomen manier van beslissen op supranationaal niveau, kan het gebeuren dat een lidstaat van een supranationale unie een besluit moet uitvoeren dat is genomen in deze unie, terwijl het parlement van de lidstaat daar op nationaal niveau wellicht niet voor had gekozen. Het kan zijn dat andere lidstaten een meerderheid hadden, of, zoals in de Europese Economische Gemeenschap, het veld van de politieke partijen anders ligt en de verdeling van zetels per lidstaat. Het komt er in het kort op neer, dat de lidstaten er mee akkoord zijn gegaan dat op de supranationale beleidsterreinen van een unie, zaken aan de lidstaten kunnen worden opgelegd. Andere manieren van samenwerking zijn intergouvernementalisme en federalisme

## Supranationalisme tussen intergouvernementalisme en federalisme
Men zou supranationalisme kunnen beschrijven als onderwerping aan een internationaal gezag met formeel behoud van eigen soevereiniteit. Het supranationalisme zit qua wijze van besluitvorming in tussen enerzijds het intergouvernementalisme en anderzijds het federalisme.
In het intergouvernementalisme behouden staten hun volledige soevereiniteit. Staten kunnen niet tegen hun wil in gebonden worden door besluiten van een intergouvernementele organisatie. Intergouvernementele besluiten dienen dan ook unaniem te worden genomen.
Dit is in het supranationalisme niet het geval. Weliswaar behouden de lidstaten in een supranationale organisatie in naam hun soevereiniteit, er kunnen op supranationaal niveau bij meerderheid beslissingen genomen, die een lidstaat vervolgens tegen de eigen wil in moet volgen of uitvoeren. Het enige alternatief is zich terugtrekken uit het supranationale verband, waardoor de volledige soevereiniteit ook weer praktisch in werking treedt. De supranationale entiteit kan derhalve meer een onafhankelijke politieke en juridische werkelijkheid gaan vormen dan bij intergouvernementele organisaties, maar nog niet zoveel als in het federalisme.
Bij een federatie gaat de invloed en macht van het overkoepelende orgaan nog verder dan bij het supranationalisme. De soevereiniteit bestaat daar alleen op federaal niveau. Zelfstandigheid van lidstaten is er niet aan de orde. Eerder zijn er deelstaten of bondslanden wier eigen bevoegdheden zich in een gespannen verhouden bevinden tot de federale overheid. De federale overheid kan lidstaten of bondslanden tot allerlei besluiten dwingen. Het is niet mogelijk voor deelstaten zich terug te trekken uit de federatie, behalve dan door burgeroorlog.

## Supranationalisme en de Europese Unie

Hedendaagse supranationale unies

De Europese Unie is in bepaalde opzichten te beschouwen als een supranationale unie, bijvoorbeeld waar een (gekwalificeerde) meerderheid nodig is binnen de Europese Raad. Op andere gebieden heeft zij meer het karakter van een intergouvernementele organisatie, bijvoorbeeld als unanimiteit is vereist in die Raad. Binnen de Europese integratie is van meet af aan discussie geweest over de balans tussen beide werkwijzen. In het Verdrag van Lissabon zijn de bevoegdheden van Unie en lidstaten expliciet vastgelegd in de Beleidsregels.
Supranationale besluitvorming wil zeggen dat de EU-landen hun macht op het terrein van economische samenwerking grotendeels hebben overgedragen aan Europese organen als het Europees Parlement, de Raad van Ministers, de Europese Commissie en het Europees Hof van Justitie. Op monetair vlak hebben de lidstaten van de Eurozone hun bevoegdheden overgegeven aan de Europese Central Bank. Deze organen staan dus boven nationale regeringen voor de bevoegdheden die de lidstaten, via de verdragen, hebben toegekend. Ze kunnen wetten maken waaraan alle landen van de EU zich moeten houden. Bij deze vorm van besluitvorming wordt meestal besloten bij meerderheid van stemmen of bij gekwalificeerde meerderheid.

## Overige supranationale unies
Elke van deze voorbeelden heeft zowel supranationale als intergouvernementele trekken. Sommige supranationale unies zoals de Unie van Zuid-Amerikaanse Naties en de Afrikaanse Unie zijn ook ingericht naar het voorbeeld van de Europese Unie.
- Afrikaanse Unie (AU)
- ASEAN
- Centraal-Amerikaans Integratiesysteem (SICA)
- CCASG
- SGRB
- Unie van Zuid-Amerikaanse Naties (UZAN)
- Zuid-Aziatische Associatie voor Regionale Coöperatie (SAARC)

## Geschiedenis
- Nederland is ontstaan uit de Republiek der Zeven Verenigde Nederlanden maar pas na de Bataafse Republiek zette het centralisme door; na 1815 was het Koninkrijk der Nederlanden en daarna de rompstaat Nederland een gedecentraliseerde eenheidsstaat.

- de Verenigde Arabische Republiek, de unie tussen Egypte en Syrië tussen 1958 en 1961; dit was een uiting van Arabisch nationalisme hetgeen een 'Groot-Arabië' nastreefde. (De Verenigde Arabische Staten was een confederatie tussen Egypte en Zuid-Jemen.)